# Guatteria lucens
Guatteria lucens är en kirimojaväxtart som beskrevs av Paul Carpenter Standley. Guatteria lucens ingår i släktet Guatteria och familjen kirimojaväxter. Inga underarter finns listade i Catalogue of Life.